# Marc Tierney
Marc Peter Tierney (ur. 23 sierpnia 1985 roku) – angielski piłkarz grający na pozycji lewego obrońcy.

## Kariera piłkarska
Tierney jest wychowankiem Oldham Athletic, w którym zadebiutował w sezonie 2003/04. W grudniu 2004 roku został wypożyczony na 3 miesiące do Carlisle United.
W styczniu 2007 roku podpisał dwuipółletni kontrakt z Shrewsbury Town. Razem z drużyną doszedł do play-offów o awans do League One na Wembley. W sezonie 2007/08 po znakomitych występach został wybrany piłkarzem sezonu przez fanów i kolegów z drużyny.
27 listopada 2008 roku został wypożyczony na pięć tygodni do Colchester United. W styczniowym okienku transferowym na stałe przeniósł się do Colchester.
12 stycznia 2011 roku podpisał kontrakt z drużyną Championship, Norwich City i awansował z drużyną do Premier League.
W czerwcu 2013 roku podpisał kontrakt z Bolton Wanderers.

## Statystyki
| Statystyki klubowe | Statystyki klubowe       | Statystyki klubowe  | Liga  | Liga   | Puchar Anglii | Puchar Anglii | Puchar Ligi | Puchar Ligi | Kontynentalne | Kontynentalne | Razem | Razem  |
| Sezon              | Klub                     | Liga                | Mecze | Bramki | Mecze         | Bramki        | Mecze       | Bramki      | Mecze         | Bramki        | Mecze | Bramki |
| Anglia             | Anglia                   | Anglia              | Liga  | Liga   | FA Cup        | FA Cup        | Puchar Ligi | Puchar Ligi | Europa        | Europa        | Razem | Razem  |
| ------------------ | ------------------------ | ------------------- | ----- | ------ | ------------- | ------------- | ----------- | ----------- | ------------- | ------------- | ----- | ------ |
| 2002–03            | Oldham Athletic          | Division Two        | 0     | 0      | 0             | 0             | 0           | 0           | 0             | 0             | 0     | 0      |
| 2003–04            | Oldham Athletic          | Division Two        | 2     | 0      | 0             | 0             | 1           | 0           | 0             | 0             | 3     | 0      |
| 2004–05            | Oldham Athletic          | League One          | 11    | 0      | 0             | 0             | 0           | 0           | 0             | 0             | 11    | 0      |
| 2004–05            | Carlisle United (wyp.)   | Conference National | 10    | 0      | 0             | 0             | 0           | 0           | 0             | 0             | 10    | 0      |
| 2005–06            | Oldham Athletic          | League One          | 19    | 0      | 3             | 0             | 1           | 0           | 0             | 0             | 23    | 0      |
| 2006–07            | Oldham Athletic          | League One          | 5     | 0      | 1             | 0             | 1           | 0           | 0             | 0             | 7     | 0      |
| Oldham Athletic    | Oldham Athletic          | Oldham Athletic     | 37    | 0      | 4             | 0             | 3           | 0           | 0             | 0             | 44    | 0      |
| 2006–07            | Shrewsbury Town          | League Two          | 18    | 0      | 0             | 0             | 0           | 0           | 0             | 0             | 18    | 0      |
| 2007–08            | Shrewsbury Town          | League Two          | 43    | 1      | 1             | 0             | 2           | 0           | 0             | 0             | 46    | 1      |
| 2008–09            | Shrewsbury Town          | League Two          | 18    | 0      | 1             | 0             | 1           | 0           | 0             | 0             | 20    | 0      |
| 2008–09            | Colchester United (wyp.) | League One          | 6     | 0      | 0             | 0             | 0           | 0           | 0             | 0             | 6     | 0      |
| Shrewsbury Town    | Shrewsbury Town          | Shrewsbury Town     | 79    | 1      | 2             | 0             | 3           | 0           | 0             | 0             | 84    | 1      |
| 2008–09            | Colchester United        | League One          | 20    | 1      | 0             | 0             | 0           | 0           | 0             | 0             | 20    | 1      |
| 2009–10            | Colchester United        | League One          | 41    | 0      | 3             | 0             | 0           | 0           | 0             | 0             | 44    | 0      |
| 2010–11            | Colchester United        | League One          | 13    | 0      | 1             | 0             | 1           | 0           | 0             | 0             | 15    | 0      |
| Colchester United  | Colchester United        | Colchester United   | 74    | 1      | 4             | 0             | 1           | 0           | 0             | 0             | 79    | 1      |
| 2010–11            | Norwich City             | Championship        | 16    | 0      | 0             | 0             | 0           | 0           | 0             | 0             | 16    | 0      |
| 2011–12            | Norwich City             | Premier League      | 17    | 0      | 0             | 0             | 0           | 0           | 0             | 0             | 17    | 0      |
| Norwich City       | Norwich City             | Norwich City        | 33    | 0      | 0             | 0             | 0           | 0           | 0             | 0             | 33    | 0      |
| Razem              | Razem                    | Razem               | 233   | 2      | 10            | 0             | 7           | 0           | 0             | 0             | 250   | 2      |